# Pedro Crous
Pedro Willem Crous (2 november 1963) is een Zuid-Afrikaanse mycoloog en fytopatholoog.

## Studie
In 1985 behaalde hij een B.Sc. in de bosbouw aan de University of Stellenbosch. In 1988 behaalde hij zijn M.Sc. in de landbouwkunde cum laude aan deze universiteit. In 1992 behaalde hij een Ph.D. in de landbouwkunde aan de University of the Orange Free State (de huidige University of the Free State) in Bloemfontein. In 2009 behaalde hij een D.Sc in fungal systematics aan de University of Pretoria in Zuid-Afrika.

## University of Stellenbosch
In 1991 werd Crous benoemd tot docent op het departement Fytopathologie aan de University of Stellenbosch, en in 1995 werd hij professor. Van 1999 tot 2002 was Crous hoofd van het departement Plant Pathology aan de University of Stellenbosch.

## Westerdijk Fungal Biodiversity Institute
Crous was tussen 2002 en 2023 directeur van het Westerdijk Fungal Biodiversity Institute (Westerdijk Institute) in Utrecht (Nederland), het voormalige Centraalbureau voor Schimmelcultures, een instituut van de Koninklijke Nederlandse Akademie van Wetenschappen (KNAW).

## Onderscheidingen
Crous heeft meerdere onderscheidingen ontvangen voor zijn werk, waaronder de President's award van de SA Foundation of Research Development (1994); de Alexopolous Award van de Mycological Society of America (1999); de Havenga Award for Biological Sciences van de SA Academy for Arts and Science (2001); de Christiaan Hendrik Persoon Gold Medal van de Southern African Society for Plant Pathology (2005); de Founders' Award van de European Mycological Association (2011); Honorary membership van de Mycological Society of America (2012); Elected Fellow van de Southern African Society for Plant Pathology (2013) en Honorary Membership van de Mycological Society of India (2015). Crous heeft een A1-rating van de National Research Foundation in Zuid-Afrika, waar hij leiding geeft aan  studenten aan de University of Pretoria.

## Lidmaatschappen wetenschappelijke organisaties, tijdschriftredactie, samenwerkingsprojecten en professoraten
Crous is lid van diverse wetenschappelijke organisaties, zoals de Mycological Society of America (MSA), de Koninklijke Nederlandse Plantenziektekundige Vereniging (KNPV), de American Phytopathological Society, de Australasian Plant Pathology Society, de Nederlandse Vereniging voor Microbiologie (KNVM), de Southern African Society for Plant Pathology, de Linnean Society of London, de World Federation for Culture Collections en de International Mycological Association (IMA). Van 2006-2010 was hij President van de International Mycological Association, en momenteel is hij de Secretary-general van deze organisatie. In 2010 werd hij verkozen tot Corresponding Member van de Royal Academy for Overseas Sciences (België). Samen met Joszef Geml is Crous editor-in-chief van het mycologische tijdschrift Persoonia. Hij is tevens managing editor van Studies in Mycology en van IMA Fungus, en associate editor van Australasian Plant Pathology, Sydowia, Fungal Planet, CBS Biodiversity Series en de CBS Laboratory Manual Series. Crous is samenwerkingspartner van het 1000 genome project en het Tree of Life web project. Crous is professor aan de University of Stellenbosch, de University of Pretoria, en de University of the Free State in Zuid-Afrika. Verder is hij professor aan de Universiteit van Utrecht en aan de Universiteit van Wageningen in Nederland. Daarnaast is hij benoemd to professor in Melbourne en Murdoch (Australië) en in Chiang Mai (Thailand).

## MycoBank
In 2004 lanceerde Crous MycoBank, een gratis beschikbare online database waarin alle noviteiten op het gebied van schimmels worden beschreven door de wetenschappelijk gemeenschap. Het gebruik van MycoBank is sinds 2013 verplicht gesteld in de International Code of Nomenclature for algae, fungi, and plants. Prof. Crous speelt een actieve rol in onderwijs van microbiële biodiversiteit en heeft vele duizenden cultures aan de CBS Culture Collection toegevoegd. Hij heeft meer dan 3000 schimmel taxa beschreven, merendeels ook aangevuld met DNA barcodes. Crous was altijd al een groot voorstander van het bouwen van een "library of life" van de biodiversiteit op onze aarde en in die capaciteit was hij de Europese vertegenwoordiger in het International Barcode of Life project (Genome Canada), de voorzitter van de European Consortium for the Barcode of Life, zat hij in de Executive Board van het Consortium for the Barcode of Life en participeerde hij in grote projecten zoals FES Plant Health, Tree of Life en FP7-Quaratine Barcode of Life.

## Publicaties
Crous heeft meer dan 600 artikelen gepubliceerd, was de auteur of redacteur van meer dan 30 boeken en heeft diverse belangrijke genera beschreven die van groot economisch belang zijn voor wereldwijde landbouw en bosbouw.
Crous heeft de supervisie of co-supervisie gehad over 26 master proefschriften en was promoter of co-promoter van 20 doctorale dissertaties. Hij geeft les in biosystematiek en plantenziektekunde. Zijn onderzoek focust op plant pathogene schimmels die ziektes veroorzaken in economisch belangrijke gewassen en welke ook van belang zijn op het gebied van quarantaine en handel in de landbouw en bosbouw sectoren.